# Spjutkastning för herrar i friidrott vid olympiska sommarspelen 2008
Herrarnas spjutkastning vid olympiska sommarspelen 2008 ägde rum 21 och 23 augusti i Pekings Nationalstadion. 

## Medaljörer
| Event         | Guld                      | Guld         | Silver                 | Silver  | Brons                  | Brons   |
| Spjutkastning | Andreas Thorkildsen Norge | 90,57 m (OR) | Ainārs Kovals Lettland | 86,64 m | Tero Pitkämäki Finland | 86,16 m |

## Kvalificering
Längder för att kvalificera sig till OS var 81,80 m (A-kvalgräns) och 77,80 m (B-kvalgräns).

## Rekord
Före tävlingarna gällde dessa rekord:
| Världsrekord     | Jan Železný | 98,48 m | Jena, Tyskland     | 25 maj 1986       |
| Olympiskt rekord | Jan Železný | 90,17 m | Sydney, Australien | 23 september 2000 |

## Resultat

### Kval
| Placering | Grupp | Idrottare                | Nationalitet | #1    | #2    | #3    | Resultat | Noteringar |
| --------- | ----- | ------------------------ | ------------ | ----- | ----- | ----- | -------- | ---------- |
| 1         | B     | Vadims Vasiļevskis       | Lettland     | 83.51 |       |       | 83.51    | Q          |
| 2         | B     | Ilja Korotkov            | Ryssland     | 79.13 | 83.33 |       | 83.33    | Q          |
| 3         | B     | Tero Pitkämäki           | Finland      | x     | 82.61 |       | 82.61    | Q          |
| 4         | B     | Tero Järvenpää           | Finland      | 77.76 | 82.34 | -     | 82.34    | q          |
| 5         | B     | Vitezslav Veselý         | Tjeckien     | x     | 78.93 | 81.20 | 81.20    | q, PB      |
| 6         | A     | Scott Russell            | Kanada       | 80.42 | -     | -     | 80.42    | q          |
| 7         | A     | Ainārs Kovals            | Lettland     | x     | x     | 80.15 | 80.15    | q          |
| 8         | A     | Uladzimir Kazlou         | Belarus      | 77.07 | 80.06 | 78.41 | 80.06    | q          |
| 9         | B     | Andreas Thorkildsen      | Norge        | 79.85 | x     | -     | 79.85    | q          |
| 10        | A     | Teemu Wirkkala           | Finland      | 79.79 | 78.89 | 75.81 | 79.79    | q          |
| 11        | A     | Jarrod Bannister         | Australien   | 79.79 | x     | 77.40 | 79.79    | q          |
| 12        | A     | Magnus Arvidsson         | Sverige      | 79.70 | 75.35 | 76.07 | 79.70    | q          |
| 13        | A     | Ēriks Rags               | Lettland     | 79.33 | x     | 77.97 | 79.33    |            |
| 14        | B     | Alexandr Ivanov          | Ryssland     | 75.73 | 73.89 | 79.27 | 79.27    |            |
| 15        | A     | Yukifumi Murakami        | Japan        | x     | 78.21 | 76.29 | 78.21    |            |
| 16        | A     | Igor Janik               | Polen        | 71.43 | 67.59 | 77.63 | 77.63    |            |
| 17        | A     | Park Jae-Myong           | Sydkorea     | 76.63 | 75.61 | 74.25 | 76.63    |            |
| 18        | B     | Leigh Smith              | USA          | x     | 74.18 | 76.55 | 76.55    |            |
| 19        | A     | John Robert Oosthuizen   | Sydafrika    | x     | 74.55 | 76.16 | 76.16    |            |
| 20        | B     | Stuart Farquhar          | Nya Zeeland  | 76.14 | 75.51 | 73.87 | 76.14    |            |
| 21        | B     | Mihkel Kukk              | Estland      | 63.42 | 70.55 | 75.56 | 75.56    |            |
| 22        | A     | Breaux Greer             | USA          | 73.68 | -     | -     | 73.68    | SB         |
| 23        | B     | Chen Qi                  | Kina         | 73.50 | x     | x     | 73.50    |            |
| 24        | A     | Ignacio Guerra           | Chile        | 71.07 | 71.35 | 73.03 | 73.03    |            |
| 25        | B     | Mike Hazle               | USA          | x     | 72.75 | 71.69 | 72.75    |            |
| 26        | A     | Sergej Makarov           | Ryssland     | x     | x     | 72.47 | 72.47    |            |
| 27        | B     | Ioannis-Georgios Smalios | Grekland     | x     | 71.87 | 67.39 | 71.87    |            |
| 28        | A     | Anier Boue               | Kuba         | 71.29 | 71.85 | x     | 71.85    |            |
| 29        | B     | Roman Avramenko          | Ukraina      | 71.64 | 70.68 | 71.10 | 71.64    |            |
| 30        | A     | Victor Fatecha           | Paraguay     | 70.59 | 71.58 | 68.79 | 71.58    |            |
| 31        | B     | Matija Kranjc            | Slovenien    | 71.00 | x     | x     | 71.00    |            |
| 32        | A     | Stephan Steding          | Tyskland     | x     | 70.05 | x     | 70.05    |            |
| 33        | A     | Bobur Sjokirjonov        | Uzbekistan   | 69.54 | 66.29 | 68.29 | 69.54    |            |
| 34        | B     | Pablo Pietrobelli        | Argentina    | 58.04 | 66.95 | 69.09 | 69.09    |            |
| 35        | B     | Alexander Vieweg         | Tyskland     | 67.49 | 66.37 | 67.39 | 67.49    |            |
| 36        | B     | Koljo Nejhev             | Bulgarien    | 66.00 | x     | x     | 66.00    |            |
| 37        | B     | Melik Janojan            | Armenien     | x     | x     | 64.47 | 64.47    |            |
| 99        | A     | Csongor Olteán           | Ungern       | x     | x     | x     | NM       |            |

### Final
21 augusti 2008 - 19:20
| Placering | Idrottare           | Nationalitet | 1     | 2     | 3     | 4     | 5     | 6     | Resultat | Noteringar |
| --------- | ------------------- | ------------ | ----- | ----- | ----- | ----- | ----- | ----- | -------- | ---------- |
| 1         | Andreas Thorkildsen | Norge        | 84.72 | 85.91 | 87.93 | 85.13 | 90.57 | x     | 90.57    | OR         |
| 2         | Ainārs Kovals       | Lettland     | 79.45 | 82.63 | 82.28 | 78.98 | 80.65 | 86.64 | 86.64    | PB         |
| 3         | Tero Pitkämäki      | Finland      | 83.75 | x     | 80.69 | 85.83 | x     | 86.16 | 86.16    |            |
| 4         | Tero Järvenpää      | Finland      | 83.95 | x     | x     | x     | x     | 83.63 | 83.95    |            |
| 5         | Teemu Wirkkala      | Finland      | –     | 73.90 | 83.46 | x     | x     | 78.23 | 83.46    |            |
| 6         | Jarrod Bannister    | Australien   | 83.45 | 80.59 | 82.20 | x     | x     | x     | 83.45    |            |
| 7         | Ilja Korotkov       | Ryssland     | 82.54 | x     | 76.84 | 82.15 | x     | 83.15 | 83.15    |            |
| 8         | Uladzimir Kazlou    | Belarus      | 82.06 | 77.57 | 74.09 | x     | x     | 75.36 | 82.06    | PB         |
|           |                     |              |       |       |       |       |       |       |          |            |
| 9         | Vadims Vasiļevskis  | Lettland     | 76.75 | x     | 81.32 |       |       |       | 81.32    |            |
| 10        | Scott Russell       | Kanada       | 80.90 | 78.02 | x     |       |       |       | 80.90    |            |
| 11        | Magnus Arvidsson    | Sverige      | 79.85 | 79.57 | 80.16 |       |       |       | 80.16    |            |
| 12        | Vitezslav Veselý    | Tjeckien     | x     | x     | 76.76 |       |       |       | 76.76    |            |

 VR - Världsrekord / =SB - Tangerat säsongsbästa / PB - Personbästa / SB - Säsongsbästa